# Morató (Albanyà)
Morató és un mas del municipi d'Albanyà inclòs en l'Inventari del Patrimoni Arquitectònic de Catalunya. El Moretó va ser una de les cases principals de la Vall de Ribelles; voltaven el mas nombroses cabanes i pallisses i disposava de molí propi situat aigües avall de la riera de Ribelles. D'aquest, actualment, només en resten algunes de les moles mig soterrades i part de la bassa.
Aquest casal dalt d'un pujolet al fons de la vall de Ribelles, als peus de la muntanya del Comanegra, és de planta rectangular i ampli teulat a dues aigües, amb els vessants vers les façanes principals.
Disposa de baixos destinats al bestiar (amb diverses portes d'accés i menudes obertures de ventilació). Primer pis o planta d'habitatge que s'organitza a partir d'una gran sala de convit com de la qual parteixen nombroses portes que menen a les habitacions i d'altres dependències. Així mateix disposa de golfes, amb menudes obertures rectangulars. Aquest casal fou bastit amb pedra menuda del país sense tallar, llevat dels carreus emprats per fer els cantoners.